# PSA World Series Finals 2013/14
Die 20. PSA World Series Finals der Herren fanden vom 15. bis 19. März 2014 in Richmond in Virginia, Vereinigte Staaten statt. Die World Series Finals waren Teil der PSA World Tour 2013/14 und mit 110.000 US-Dollar dotiert. Die ursprüngliche Spielstätte im Queen’s Club in London fiel kurzfristig aus.
Titelverteidiger war Amr Shabana, der sich für die diesjährige Ausgabe aber nicht qualifizierte. Sieger wurde Ramy Ashour, der im Finale Mohamed Elshorbagy mit 15:17, 11:7, 11:4 und 11:5 besiegte. Dies war Ashours zweiter Titel bei den World Series Finals nach 2006/07.

## Qualifikation
Die acht bestplatzierten Spieler der PSA World Series der Saison 2013/14 qualifizierten sich für diesen Wettbewerb.
| PSA World Series (Endstand) | PSA World Series (Endstand) | PSA World Series (Endstand) | PSA World Series (Endstand) |
| #                           | Spieler                     | Punkte                      | Turniere                    |
| --------------------------- | --------------------------- | --------------------------- | --------------------------- |
| 1                           | Nick Matthew                | 490                         | 8                           |
| 2                           | Ramy Ashour                 | 465                         | 6                           |
| 3                           | Grégory Gaultier            | 440                         | 8                           |
| 4                           | James Willstrop             | 305                         | 8                           |
| 5                           | Mohamed Elshorbagy          | 275                         | 7                           |
| 6                           | Karim Darwish               | 195                         | 7                           |
| 7                           | Borja Golán                 | 175                         | 6                           |
| 8                           | Tarek Momen                 | 140                         | 8                           |
|                             | Amr Shabana                 | 140                         | 6                           |
| 10                          | Simon Rösner                | 135                         | 8                           |
| 11                          | Peter Barker                | 110                         | 6                           |
| 12                          | Daryl Selby                 | 100                         | 5                           |
|                             | Karim Abdel Gawad           | 100                         | 7                           |
|                             | Saurav Ghosal               | 100                         | 7                           |

## Finalrunde

### Gruppe A

#### Tabelle
| Pos. | Setzliste | Spieler          | Spiele | Sätze | Punkte |
| ---- | --------- | ---------------- | ------ | ----- | ------ |
| 1    | 3         | Grégory Gaultier | 2:1    | 4:2   | 65:49  |
| 2    | 1         | Nick Matthew     | 2:1    | 4:2   | 55:48  |
| 3    | 10        | Simon Rösner     | 2:1    | 4:3   | 66:67  |
| 4    | 7         | Borja Golán      | 0:3    | 1:6   | 54:76  |

#### Ergebnisse
| Spieler          | Spieler          | Ergebnis          |
| ---------------- | ---------------- | ----------------- |
| Grégory Gaultier | Borja Golán      | 11:4, 11:9        |
| Nick Matthew     | Simon Rösner     | 11:7, 11:2        |
| Simon Rösner     | Borja Golán      | 10:12, 11:6, 11:6 |
| Nick Matthew     | Grégory Gaultier | 7:11, 4:11        |
| Nick Matthew     | Borja Golán      | 11:8, 11:9        |
| Grégory Gaultier | Simon Rösner     | 11:13, 10:12      |

### Gruppe B

#### Tabelle
| Pos. | Setzliste | Spieler            | Spiele | Sätze | Punkte |
| ---- | --------- | ------------------ | ------ | ----- | ------ |
| 1    | 5         | Mohamed Elshorbagy | 2:1    | 5:2   | 80:60  |
| 2    | 2         | Ramy Ashour        | 2:1    | 4:3   | 62:62  |
| 3    | 4         | James Willstrop    | 1:2    | 3:4   | 66:68  |
| 4    | 8         | Tarek Momen        | 1:2    | 2:5   | 62:80  |

#### Ergebnisse
| Spieler            | Spieler            | Ergebnis           |
| ------------------ | ------------------ | ------------------ |
| Ramy Ashour        | Mohamed Elshorbagy | 5:11, 5:11         |
| James Willstrop    | Tarek Momen        | 11:8, 11:8         |
| James Willstrop    | Ramy Ashour        | 11:7, 7:11, 10:12  |
| Mohamed Elshorbagy | Tarek Momen        | 11:5, 15:17, 10:12 |
| James Willstrop    | Mohamed Elshorbagy | 9:11, 7:11         |
| Ramy Ashour        | Tarek Momen        | 11:6, 11:6         |

### Halbfinale
| Spieler            | Spieler      | Ergebnis                     |
| ------------------ | ------------ | ---------------------------- |
| Grégory Gaultier   | Ramy Ashour  | 11:13, 8:11, 7:11            |
| Mohamed Elshorbagy | Nick Matthew | 9:11, 11:7, 11:6, 4:11, 11:3 |

### Finale
| Spieler     | Spieler            | Ergebnis                |
| ----------- | ------------------ | ----------------------- |
| Ramy Ashour | Mohamed Elshorbagy | 15:17, 11:7, 11:4, 11:5 |